# قلعه نارنجی
قلعه نارنجی مربوط به ۹ و ۱۰ ه.ق است و در شهرستان گرمسار، بخش ایوانکی، دهستان ایوانکی، شرق روستای احمدآباد واقع شده و این اثر در تاریخ ۲۶ اسفند ۱۳۸۷ با شمارهٔ ثبت ۲۶۰۸۶ به‌عنوان یکی از آثار ملی ایران به ثبت رسیده است.